# Т
Т (onderkast т, geschreven: т) is een letter van het cyrillische alfabet en wordt gebruikt in het Russisch, Macedonisch en Servisch. Het wordt uitgesproken als /t/. Deze letter kan verward worden met de Latijnse T. De Т is afgeleid van de Griekse letter Tau.

## Weergave

### Unicode
De Т en т zijn in 1993 toegevoegd aan de Unicode 1.0 karakterset.
In Unicode vindt men Т onder het codepunt U+0422 (hex) en т onder U+0442.

### HTML
In HTML kan men voor Т de code &Tcy; gebruiken, en voor т &tcy;.